# Винницкий троллейбус
Винницкий троллейбус (укр. Вінницький тролейбус) — троллейбусная система города Винница на Украине, действующая с 18 февраля 1964 года. По состоянию на 2020 год имеется 15 маршрутов, 86,6 км сети и 167 машин.

## История
Троллейбусное движение в Виннице было открыто 18 февраля 1964 года четырьмя б/у троллейбусами МТБ-82 (из Кишинёва) и одним ЯТБ-4 (из Одессы) по маршруту № 1 «Октябрьская площ. — Рыбсбыт» протяжённостью 4,9 км. В конце 1965 года по ул. Островского введено временное депо на 25 машин (до 1974 года).
21 октября 1965 года введена линия по улице Киевской от Октябрьской площ. до Стройиндустрии и Водоканала (сейчас — Мемориал Освобождения), маршрут № 1 «Водоканал — Рыбсбыт».
В конце 1965 года было введено в эксплуатацию временное депо на 25 мест по ул. Островского. К тому времени парк насчитывал 5 машин Киев-5, 2 машины Киев-2, 21 машина ЗиУ-5. МТБ-82 и ЯТБ-4 к тому времени уже были списаны.
29 марта 1966 года линию продлили от Рыбсбыта по Немировскому шоссе и ул. Чехова до Инструментального завода (Водоканал — ул. Чехова).
8 ноября 1967 года линию продлили от Водоканала до ДПЗ-18 (Подшипникового завода), маршрут № 1 «ДПЗ-18 — ул. Чехова».
31 декабря 1967 года открыта в эксплуатацию новая линия через Южный Буг «Ул. Чекистов — Пятничанский мост — ул. Чекистов — Советская площ. — ул. Дзержинского — ул. Ленина — ул. Пирогова — рынок „Урожай“», пущены маршруты № 2 («площ. Октябрьская — рынок „Урожай“») и № 3 («ДПЗ-18 — рынок „Урожай“»).
В ноябре 1968 года открыта линия от ул. Кирова и Ленина до Вокзала, открыт маршрут № 4 «Рынок „Урожай“ (Мединститут) — площ. Октябрьская — Вокзал».
В 1969-73 годах было осуществлено строительство нового троллейбусного депо на 100 машин.
По состоянию на 1 января 1982 года в троллейбусном парке было 13 машин ЗиУ-5 и 118 ЗиУ-9, а уже 1 января 1985 года парк насчитывал 140 машин ЗиУ-9.
В 1993 году поступили первые три машины модели ЮМЗ-Т1.
На 1 января 1995 года общая длина сети составила 64,0 км, имелось одно депо на 100 мест, 178 пассажирских троллейбусов и 7 тяговых подстанций.
В 2007 году было закуплено 5 новых троллейбусов Львовского завода ЛАЗ Е183.

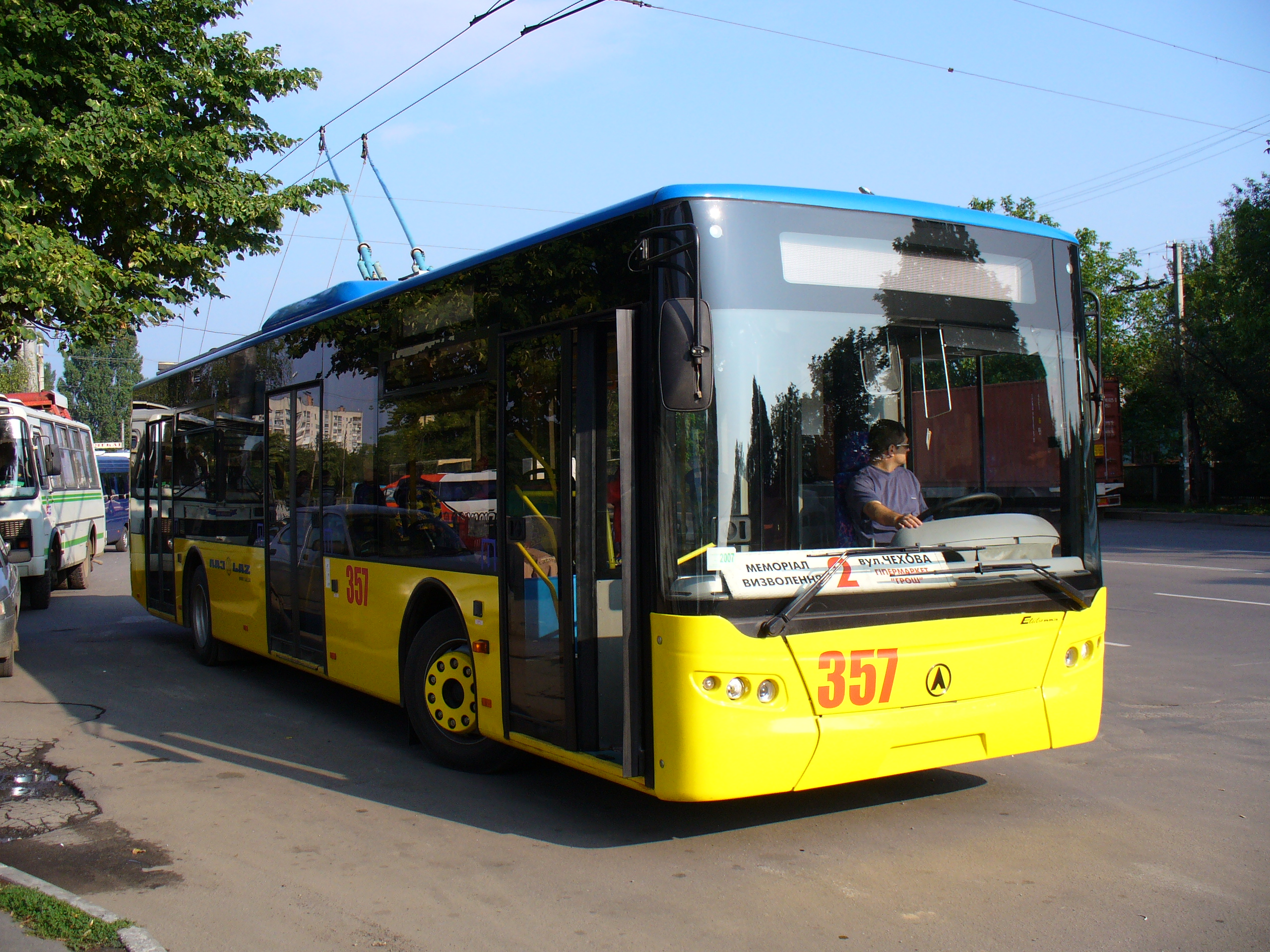
Троллейбус ElectroLAZ-12(14 июля 2007 г.)

В 2013 году поступило 2 троллейбуса модели ЮМЗ-Т2 2002 года выпуска, эксплуатировавшихся до 2012 года в г. Киеве.
В 2014 году было поставлено 40 машин модели Богдан Т701.17.
В 2017 году на раме троллейбуса № 249 с использованием кузова троллейбуса ЗиУ-5Д был создан ретро-троллейбус. Создание ретро-троллейбуса заняло около двух месяцев. Отреставрированный кузов переложили на шасси более новой модели ЗиУ-9, которые и сейчас составляют половину троллейбусного парка Винницы.
В 2019 году в троллейбусном депо был создан собственный троллейбус - PTS-12 "VinLine". Троллейбус собирали мастера троллейбусного депо "Винницкой транспортной компании" на базе кузова первой комплектности - МАЗ 203Т. В троллейбусе установлены аккумуляторы, благодаря чему он имеет запас автономного хода на 5 км, имеет 33 места для сидения, Wi-Fi. Электрооборудование для управления тяговым асинхронным двигателем троллейбуса предоставляет компания "Политехносервис". За 2019 год собрано 4 троллейбуса "VinLine".
В 2020 году собрано 2 троллейбуса PTS-12 "VinLine".

## История маршрутов

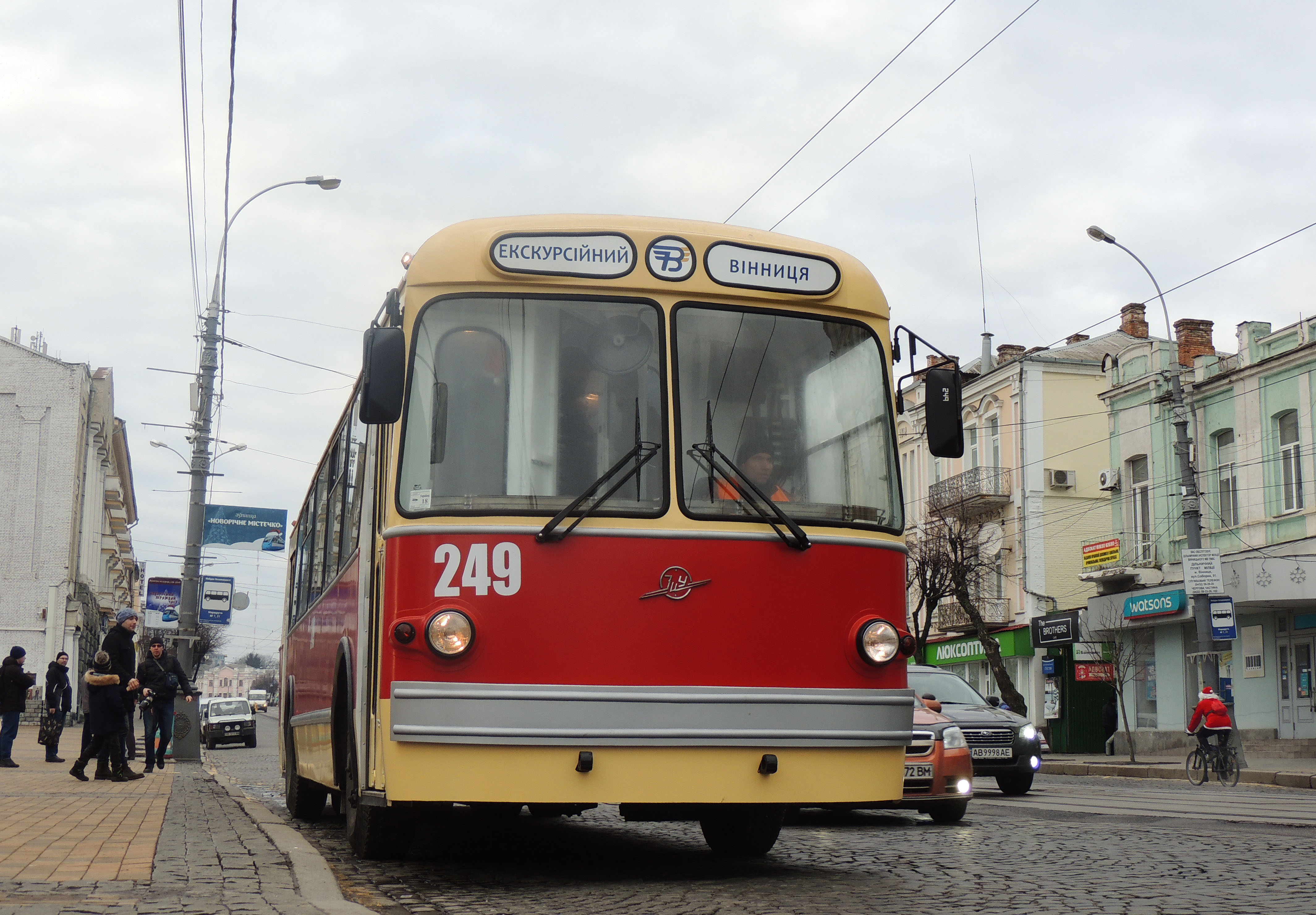
Реплика троллейбуса ЗиУ-5Д в центре Винницы

### Маршруты на1 января1970 года
- 1 ГПЗ-18 — ул. Чехова
- 2 Мединститут — площ. Октябрьская
- 3 Мединститут — ГПЗ-18
- 4 Мединститут — площ. Октябрьская — ж/д вокзал

5 декабря 1974 года открыта линия «Мединститут — Вишенька» по улице Спартаковской (сейчас — Келецкая), пущен маршрут № 5 «площ. Октябрьская — Вишенька» (короткий вариант маршрута маршрут № 2 со временем закрыт), а в 1976 году продлена до конца массива «Вишенька» (ул. Квятека).
В ноябре 1978 года введена в эксплуатацию новая линия от площ. Октябрьской до ж/д вокзала по просп. Коцюбинского, до ж/д вокзала по новой линии продлён маршрут № 5 «Ж/д вокзал — Вишенька».

### Маршруты на1 января1980 года
- Троллейбус Богдан Т701.17 (№ 025) на площади Калича1 ГПЗ-18 — Инструментальный з-д
- 3 Вишенька — ГПЗ-18
- 4 Вишенька — Инструментальный з-д
- 5 Вишенька — ж/д вокзал

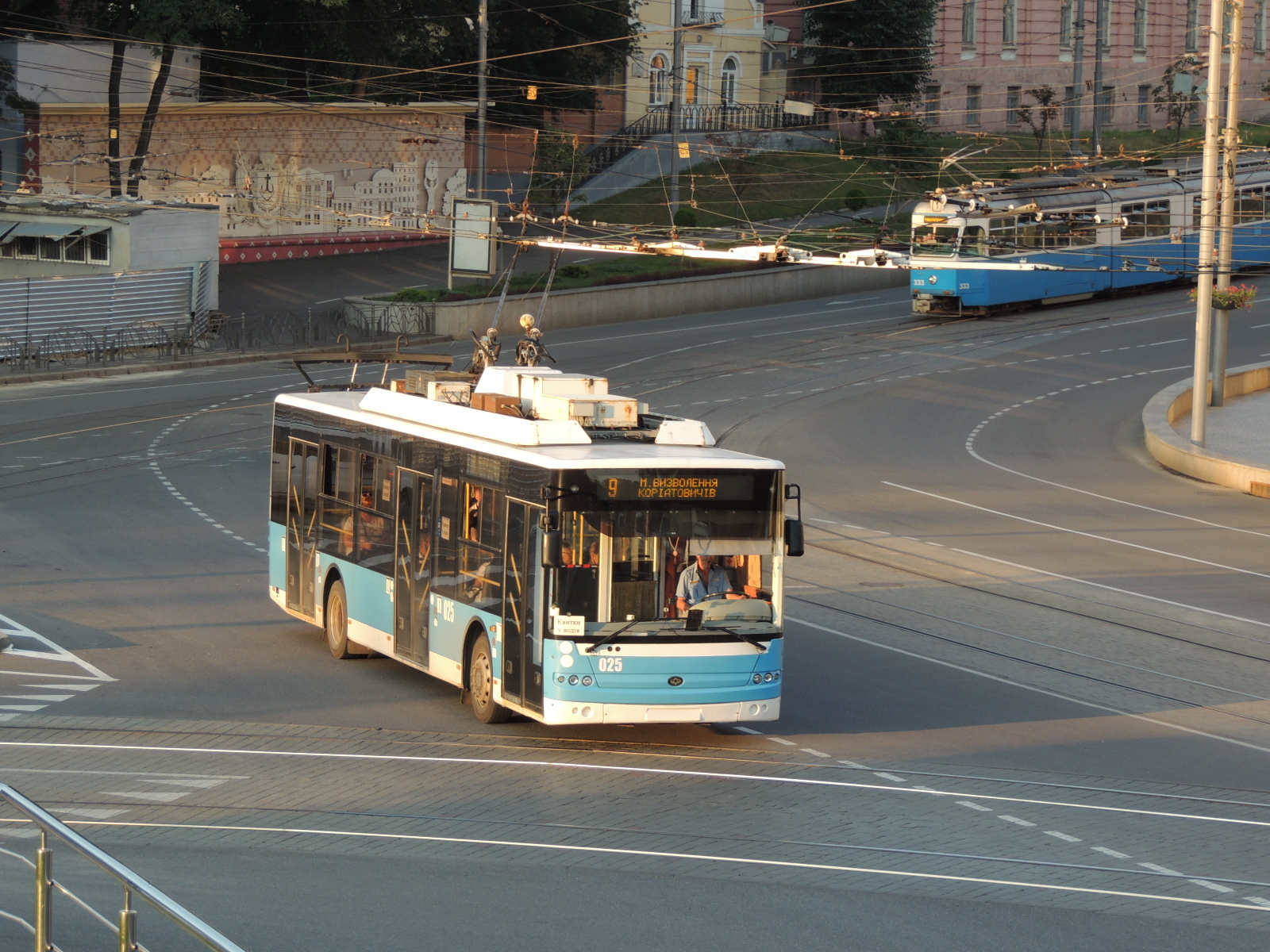
Троллейбус Богдан Т701.17 (№ 025) на площади Калича

В 1980-х годах не было построено ни одной новой линии. В ноябре 1990 года был открыт маршрут № 6 «Мемориал Освобождения (Водоканал) — ж/д вокзал».
В 1993—1995 годах появились маршрут № 2 «Вишенька — площ. Гагарина», маршрут № 7 «Ж/д вокзал — ул. Чехова (Инструментальный завод)» и маршрут № 8 «Мемориал Освобождения — Вишенька».
22 августа 1997 года построена новая линия «Мединститут — ул. Свердлова» по ул. Скалецкого и Свердлова, пущен маршрут № 9 «Мемориал Освобождения — ул. Свердлова».
23 марта 1998 года продлена линия от Инструментального завода улицей Ватутина до ул. Луговой (маршруты № 1, № 4 и № 7), появился маршрут № 10 «Вишенька — ул. Чехова (пересечение ул. Чехова и Немировского шоссе)» и маршрут № 11 «Ж/д вокзал — ул. Свердлова».

### Маршруты на1 января2000 года
- 1 Подшипниковый завод (ГПЗ-18) — ул. Луговая
- 2 Вишенка — площ. Гагарина
- 3 Вишенка — Подшипниковый завод
- 4 Вишенка — ул. Луговая
- 5 Вишенка — ж/д вокзал
- 6 Мемориал Освобождения — ж/д вокзал
- 7 Ж/д вокзал — ул. Луговая
- 8 Мемориал Освобождения — Вишенька
- 9 Мемориал Освобождения — ул. Свердлова
- 10 Вишенка — ул. Чехова
- 11 Ж/д вокзал — ул. Свердлова

В начале 2000-х годов пущен удлинённый маршрут № 6А «Подшипниковый завод — ж/д вокзал».
20 августа 2006 года построена новая линия «Мединститут — Аграрный университет» по ул. Пирогова и Гниванскому шоссе, запущен маршрут № 12 «площ. Гагарина — Аграрный университет», тогда же маршрут № 2 изменён на «Мемориал Освобождения — ул. Чехова».
В 2011 году появился маршрут № 13 «ул. Киевская — Аграрный университет», а перед тем маршрут № 12 продлён от площ. Гагарина до ул. Чехова.
21 июля 2007 года в связи с переносом городского рынка к зоне Химкомбината построена новая линия от ул. Киевской по ул. Фрунзе и Красноармейской до Муниципального рынка, введены 4 маршрута:
- 14 Мемориал Освобождения — Муниципальный рынок
- 15 Вишенка — Муниципальный рынок
- 16 ул. Чехова — Муниципальный рынок
- 17 ул. Свердлова — Муниципальный рынок

19 января 2012 года был отменен маршрут № 16 «Ул. Чехова — Муниципальный рынок»
23 февраля 2012 год Введена новая транспортная схема города, в связи с чем отменены троллейбусные маршруты № 16,17.
- 1 ул. Луговая — ГПЗ-18
- 2 ул. Чехова — Водоканал
- 3 Вишенка — ГПЗ-18
- 4 Вишенка — ул. Луговая
- 5 Ж/д вокзал — Вишенька
- 6 Ж/д вокзал — Водоканал
- 7 Ж/д вокзал — ул. Луговая
- 8 Вишенка — Водоканал
- 9 Водоканал — ул. Князей Кориатовичей
- 10 Вишенка — ул. Гетмана Мазепы
- 11 Ж/д вокзал — ул. Князей Кориатовичей
- 12 Аграрный университет — ул. Гетмана Мазепы
- 13 Аграрный университет — Водоканал
- 14 Аграрный университет — Ж/Д вокзал
- 15 Муниципальный рынок — Вишенка
- 16 Вишенка — Мун. Рынок — ГПЗ-18
- 17 ЖД вокзал - МКРН Академический
- 18 ЖД вокзал - ул. Юзвинская - Вишенка
- 19 Немировское шоссе — Гниванское шоссе
- 20 Вишенка - Хутор Шевченка
- 21 Ж/д вокзал — Подшипниковый завод
- 22 Вишенка - Десна

1 сентября 2020 года маршрут № 7 был продлен на 2,4 км от улицы Луговой до новой конечной «СТО Винничина-Авто».
22 октября 2020 года был открыт новый маршрут № 12А «Немировское шоссе — Гниванское шоссе/Юзвинская улица». Маршрут является удлинённой версией маршрута № 12 с дополнительными участками без контактных сетей; на нем задействованы машины PTS-12 "VinLine" с автономным ходом.
24 июня 2021 года был открыт новый маршрут № 15А «ГПЗ-18 — Муниципальный рынок — Вишенька». На участке «Батожская улица — Муниципальный рынок» троллейбусы идут на автономном ходу.
В начале 2023 года власти города переименовали часть улиц в связи с декоммунизацией в Украине
2 марта 2023 года на улицы города вышли 10 троллейбусов Solaris Trollino III 12 S куплених у Люблина
20 марта 2023 года были открыты 2 троллейбусных маршрута №14Б "ЖД Вокзал — МКРН Академический" и 15Б "Вишенка — Хутор Шевченка"
20 мая 2023 года маршруты с приписками А, Б изменены на маршруты с номерами 16-21.
10 июля 2024 года был открыт троллейбусный маршрут №22 "Вишенка - Десна".

## Подвижной состав
В настоящее время маршруты обслуживаются машинами типов
- Богдан-Т70117 (40 машин) с 2014 года
- ЗиУ-9 (10 машин) с 1983 года
- ElectroLAZ-12D1 (5 машин) с 2006 года
- ElectroLAZ-18D1 (3 машин) с 2008 года ex.Kyiv
- ЮМЗ Т2 (2 машины, ни одна не работает) с 2012 года
- PTS-12 "VinLine" ( 2 модификации, 21 машина) с 2019 года
- Solaris Trollino 12 (21 машин) с 2023 года
- КТГ-1 (2 машины)

Ранее были также:
- ЯТБ-4 (1 машина) в 1964—1967
- МТБ-82 (4 машины) в 1964—1969
- Киев-2 и Киев-4 (33 машины) в 1964—1976
- Киев-5 (К5-ЛА) (21 машина) в 1964—1970
- Киев-6 (10 машин) в 1967—1981
- ЗиУ-5 (42 машины) в 1966—1982
- ЮМЗ-Т1 (3 машины) в 1993-2016